# Berestoweć (obwód czernihowski)
Berestoweć (ukr. Берестовець) – wieś na Ukrainie, w obwodzie czernihowskim, w rejonie borzniańskim, siedziba władz miejscowej rady wiejskiej.

## Geografia
Wieś leży 16 km na zachód od Borzny, nad rzeką Smolanką, lewym dopływem Desny. 

## Historia
Miejscowość wzmiankowana w XVII w. Zaznaczona została na mapie Guillaume'a Le Vasseur de Beauplana z 1648 r. (jako Berestowiec). Wchodziła w skład pułku nieżyńskiego. Po likwidacji Hetmańszczyzny w 1781 r. Berestoweć znalazł się w namiestnictwie czernihowskim, od 1796 r. – w guberni małorosyjskiej, a od 1802 r. – guberni czernihowskiej.

## Współczesność
W Berestowciu funkcjonuje dom kultury, biblioteka, szkoła, punkt felczersko-akuszerski, sklep, urząd pocztowy oraz leśnictwo. Miejscowa parafia prawosławna Narodzenia Najświętszej Bogurodzicy należy do eparchii nieżyńskiej UKP Patriarchatu Moskiewskiego.